# Mimetus triangularis
Espèce
Synonymes
- Meta triangularis Keyserling, 1879

Mimetus triangularis est une espèce d'araignées aranéomorphes de la famille des Mimetidae.

## Distribution
Cette espèce se rencontre au Pérou et au Brésil.

## Description
La femelle holotype mesure 2,6 mm.

## Publication originale
- Keyserling, 1879 : Neue Spinnen aus Amerika. Verhandlungen der Kaiserlich-Königlichen Zoologisch-Botanischen Gesellschaft in Wien, vol. 29, p. 293-349 (texte intégral).